# Miss nostalgia (singolo)
Miss Nostalgia è un singolo degli Stadio pubblicato il 15 aprile 2016 dalla Universal in download digitale, secondo estratto dall'album omonimo.

## Il disco
Il brano è la seconda traccia presente nell'album omonimo. È stata composta dal frontman del gruppo Gaetano Curreri insieme a Saverio Grandi. Il singolo è stato diffuso in rotazione radiofonica e televisiva nelle emittenti musicali a partire dal 15 aprile 2016.

## Video musicale
Il videoclip, diretto da Luca Tartaglia e Fabrizio Conte, è stato pubblicato il 5 maggio 2016 attraverso il canale YouTube del gruppo.

## Tracce
Testi di Saverio Grandi, musiche di Saverio Grandi e Gaetano Curreri.
1. Miss Nostalgia – 3:38

## Formazione
- Gaetano Curreri – voce, tastiera
- Andrea Fornili – chitarra
- Roberto Drovandi – basso
- Giovanni Pezzoli – batteria